# پایگاه آب‌نشین جک براونز
پایگاه آب‌نشین جک براونز (به انگلیسی: Jack Browns Seaplane Base) یک فرودگاه همگانی بهره‌برداری هوایی است که یک باند فرود آب دارد و طول باند آن ۱۰۹۷ متر است. این فرودگاه در کشور ایالات متحده آمریکا قرار دارد و در ارتفاع ۴۳ متری از سطح دریا واقع شده‌است.